# Sammansatt tal
Ett sammansatt tal är inom matematiken ett heltal större än ett som har minst tre delare – eller med andra ord minst en äkta delare – vilket betyder att det är jämnt delbart med något heltal utöver 1, −1, talet självt och talet självt med ombytt tecken. (Ibland talar man även om negativa heltal med äkta delare som sammansatta). 
Exempel: 6 är ett sammansatt tal eftersom 6 är jämnt delbart med till exempel 3. Talet 7 kan inte delas av något annat tal än 7, −7, 1 och −1 och är därför inget sammansatt tal.
Motsatsen till sammansatta tal är primtal.
Talen 0 och 1 räknas varken som primtal eller sammansatta tal.
Alla sammansatta tal kan på ett entydigt sätt skrivas som en produkt av primtal. Se Aritmetikens fundamentalsats.
De första 105 sammansatta talen (talföljd A002808 i OEIS) är:
4, 6, 8, 9, 10, 12, 14, 15, 16, 18, 20, 21, 22, 24, 25, 26, 27, 28, 30, 32, 33, 34, 35, 36, 38, 39, 40, 42, 44, 45, 46, 48, 49, 50, 51, 52, 54, 55, 56, 57, 58, 60, 62, 63, 64, 65, 66, 68, 69, 70, 72, 74, 75, 76, 77, 78, 80, 81, 82, 84, 85, 86, 87, 88, 90, 91, 92, 93, 94, 95, 96, 98, 99, 100, 102, 104, 105, 106, 108, 110, 111, 112, 114, 115, 116, 117, 118, 119, 120, 121, 122, 123, 124, 125, 126, 128, 129, 130, 132, 133, 134, 135, 136, 138, 140 …